# Heidelberger Landstraße 26
Die Villa in der Heidelberger Landstraße 26 ist ein Bauwerk in Darmstadt-Eberstadt.

## Geschichte und Beschreibung
Die Villa wurde im Jahre 1905 nach Plänen des Architekten Heinrich Fey erbaut. Stilistisch gehört die Villa zum Neubarock. Das dreigeschossige, symmetrische, würfelähnliche Bauwerk wird durch drei Fensterachsen, die in der Mitte befindliche
zweiflügelige Eingangstür im barocken Stil und den darüberliegenden Balkon gegliedert.
Das schiefergedeckte Mansarddach endet im Belvedere; auf dessen Spitze befindet sich eine stilisierte Sonne.
Zu dem Anwesen gehören die Villa, ein Gartenpavillon und die schmiedeeiserne Einfriedung.

## Denkmalschutz
Die Villa ist aus architektonischen, baukünstlerischen und stadtgeschichtlichen Gründen ein Kulturdenkmal.